# Christian Görke

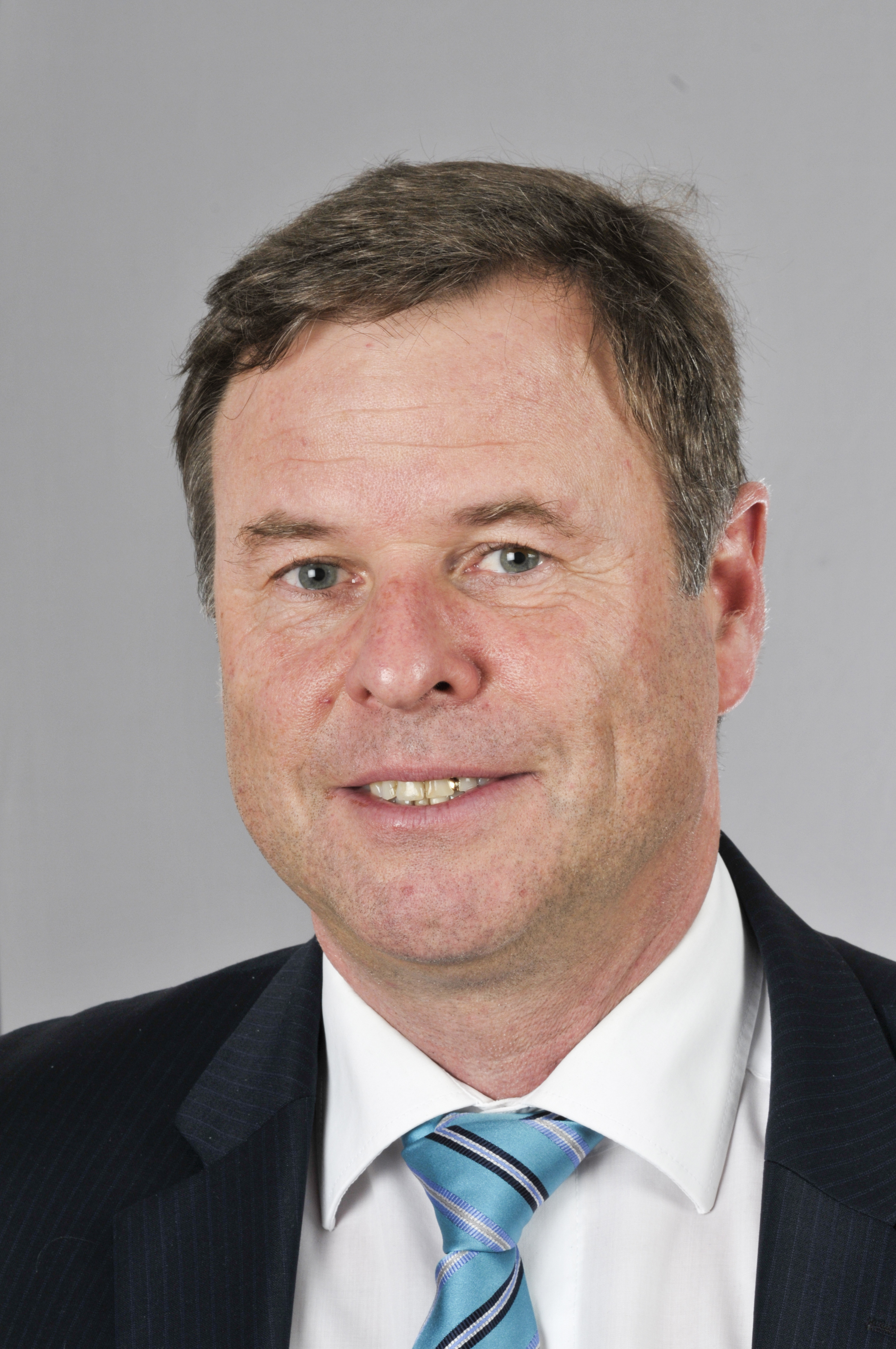
Christian Görke, 2016

Christian Görke (* 17. März 1962 in Rathenow) ist ein deutscher Politiker (Die Linke). Seit 2021 ist er Mitglied des Deutschen Bundestags. Zuvor war er ab 2003 wiederholt Abgeordneter im Landtag von Brandenburg und dort von 2012 bis 2014 Fraktionsvorsitzender. Von Januar 2014 bis November 2019 war er Finanzminister sowie ab November 2014 zugleich auch stellvertretender Ministerpräsident des Landes Brandenburg.
Von 2014 bis 2018 war Görke zudem Landesvorsitzender der Linkspartei in Brandenburg.

## Leben
Görke wuchs mit einer Schwester als Sohn eines Lehrers auf. Er besuchte seit 1968 in Rathenow die Schule, machte 1980 sein Abitur und absolvierte im Anschluss bis 1983 den Wehrdienst bei der Bereitschaftspolizei. Ab 1983 studierte er an der Pädagogischen Hochschule Dresden Geschichte. Das Studium beendete er 1988 als Diplomlehrer. Ab diesem Jahr arbeitete er bis 2003 als Lehrer in Rathenow und ist seit 1996 verbeamtet. Von 1991 bis 1993 folgte ein externes Studium an der Universität Potsdam im Fach Sport, das mit der Zuerkennung des Lehramtes für die Sekundarstufe I abschloss.
Er ist geschieden und hat zwei Kinder.
Sein Vater Hans-Günter Görke (CDU) war von 1990 bis 1994 Dezernent für Bildung, Gesundheit und Kultur in der Kreisverwaltung Rathenow. Seine Schwester ist auch Lehrerin und ist Mitglied der CDU.

## Politik

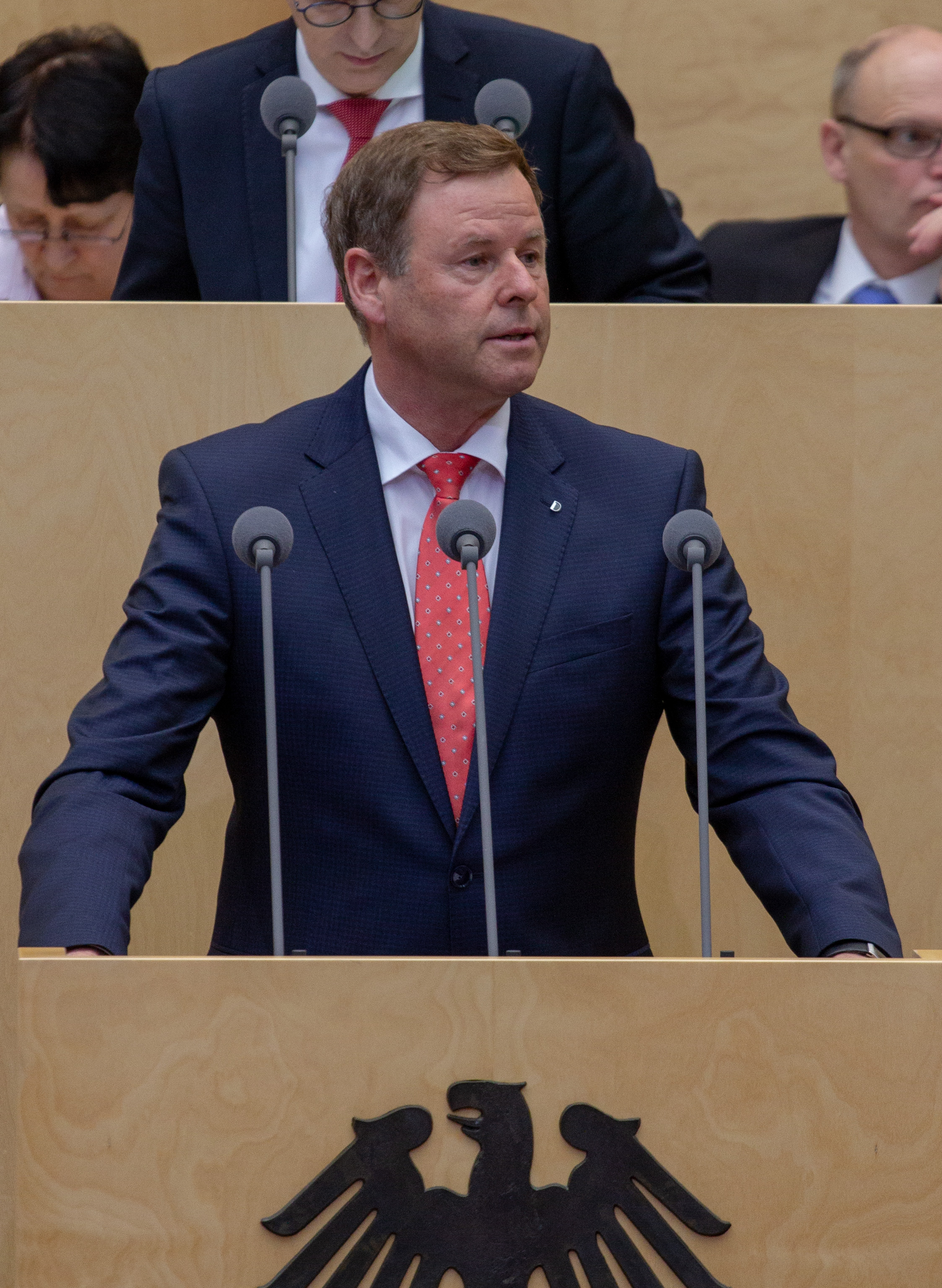
Christian Görke im Bundesrat, 2019

Görke trat nach widersprüchlicher Eigenangabe 1985 oder 1987 der SED bei und blieb der Partei in deren Nachfolgeorganisationen treu mit Mitgliedschaften in der PDS und in der Partei Die Linke. Von 1990 bis 1994 war er Mitglied des Kreistages Rathenow und von 1994 bis 2014 Mitglied des Kreistages Havelland. Von 1998 bis 2014 war er auch Mitglied der Stadtverordnetenversammlung in Rathenow.
In der dritten Wahlperiode rückte er am 1. Dezember 2003 für die Abgeordnete Hannelore Birkholz in den Landtag von Brandenburg nach, in welchen er auch in der vierten (2004–2009), fünften Wahlperiode (2009–2014) und sechsten Wahlperiode (2014–2014), immer durch ein Direktmandat im Wahlkreis 04 Ostprignitz-Ruppin III / Havelland III gewählt wurde. Bis zu ihrer Wahl in den Bundestag war Diana Golze Mitarbeiterin in seinem Wahlkreisbüro in Rathenow.
Er war in der dritten und vierten Wahlperiode von 2003 bis 2007 Mitglied im Ausschuss für Bildung, Jugend und Sport und von 2006 bis 2007 auch noch im Ausschuss für Arbeit, Soziales, Gesundheit und Familie vertreten. Von 2009 bis 2014 war er Mitglied im Hauptausschuss und im Ausschuss für Haushalt und Finanzen.
Von September 2007 bis August 2012 war Görke Parlamentarischer Geschäftsführer der Fraktion Die Linke. Ab Oktober 2007 war er Mitglied des Präsidiums des Landtages. Am 20. August 2012 wurde er zum Fraktionsvorsitzenden der Partei Die Linke gewählt, was er bis Januar 2014 war.
Im Rahmen einer Kabinettsumbildung wurde er am 21. Januar 2014 von Ministerpräsident Dietmar Woidke als neuer Finanzminister des Landes im Kabinett Woidke I ernannt, während der bisherige Amtsinhaber Helmuth Markov das Justizministerium übernahm. Am Folgetag legte Görke vor dem Landtag seinen Amtseid ab. Sein Landtagsmandat legte er im selben Monat nieder.
Am 25. Januar 2014 wurde er zum Landesvorsitzenden der Partei Die Linke in Brandenburg gewählt; außerdem war er Spitzenkandidat bei der Landtagswahl in diesem Jahr. Während der Sommertour vor der Wahl gab es Kritik aus der Opposition, dass er sein Amt als Finanzminister für Wahlkampfzwecke missbrauche, da er gleichzeitig Spitzenkandidat seiner Partei war. Die Kritik bezog sich insbesondere auf die Begleitung der Sommertour durch den Potsdamer Landtagskandidaten und Kreisvorsitzenden der Partei Die Linke, Sascha Krämer, der im Rahmen eines Honorarvertrages mit dem Finanzministerium auch die Aufgabe hatte, „auf der Sommertour des Ministers Fotos für die Internetseite des Finanzministeriums zu machen“.
Nach einer enttäuschend ausgegangenen Wahl, bei der die Linke deutliche Verluste hinzunehmen hatte und zum ersten Mal seit 2004 nicht mehr den zweiten Platz belegte, reichte es dennoch für eine Fortsetzung der rot-roten Regierungskoalition mit der SPD: Im Kabinett Woidke II wurde er am 5. November 2014 zum stellvertretenden Ministerpräsidenten und Finanzminister ernannt. Sein im Oktober 2014 errungenes Landtagsmandat legte er im Januar 2015 wegen der Trennung von Amt und Mandat in seinem Linken-Landesverband nieder. Da Görke 2016 nur mit etwa 69 % zum Landesvorsitzenden wiedergewählt worden war, schlug er für 2018 erfolgreich die Landesministerin Diana Golze und die Landesgeschäftsführerin Anja Mayer als erste weibliche Doppelspitze der Landespartei zur Wahl vor. Bei der Landtagswahl 2019 zog er über die Landesliste wieder in den Landtag ein, erreichte in seinem Wahlkreis jedoch nur den dritten Platz.
Bei der Bundestagswahl 2021 kandidierte Görke im Wahlkreis Cottbus – Spree-Neiße sowie auf dem ersten Platz der Landesliste seiner Partei. Als Spitzenkandidat seiner Partei gelang ihm daraufhin der Einzug in den Deutschen Bundestag über die Landesliste. In der Folge legte er Ende Oktober 2021 sein Landtagsmandat nieder. Für ihn rückte Anke Schwarzenberg in den Landtag nach.
Nach der Auflösung der Fraktion Die Linke im Bundestag wurde er am 19. Februar 2024 zum Parlamentarischen Geschäftsführer der Gruppe Die Linke im Bundestag gewählt. Dieses Amt hatte auch in der erneut gebildeten Fraktion bis zu seiner Ablösung durch Ina Latendorf am 24. Juni 2025 inne.
Bei der Bundestagswahl 2025 kandidierte Görke im Wahlkreis Cottbus – Spree-Neiße, wo er 9,79 Prozent der Erststimmen erhielt. Er stand zudem auf Platz 1 der Landesliste Brandenburg. Über die Landesliste gelang ihm erneut der Einzug in den Deutschen Bundestag. Er ist im 21. Deutschen Bundestag Mitglied des Finanzausschusses. Zudem ist er ordentliches Mitglied und Obmann des Ausschusses für Sport und Ehrenamt, Mitglied des Ältestenrates und stellvertretendes Mitglied des Ausschusses für Wahlprüfung, Immunität und Geschäftsordnung. Für seine Fraktion ist er Sprecher für Finanzpolitik und Sprecher für Sportpolitik. Zudem ist er amtierender Vorsitzender des Finanzausschusses, da der Kandidat von der AfD-Fraktion nicht gewählt wurde.